# Celeste Plak
Celeste Plak (Tuitjenhorn, 26 oktober 1995) is een Nederlandse volleybalspeelster.
Haar specialiteit is de smash. Zij debuteerde in 2014 in het Nederlands volleybalteam.
Plak begon bij volleybalvereniging De Boemel uit Tuitjenhorn en speelde daarna bij Dinto uit Warmenhuizen. Van daaraf ging zij naar Alterno uit Apeldoorn. In 2014 verhuisde zij naar de Italiaanse club Volley Bergamo, en in 2016 naar Igor Gorgonzola Novara. In 2019 verhuisde ze na vijf jaar in Italië naar Aydin BBSK in Turkije. 
In het voorjaar van 2020 voelde zij zich na 10 jaar topvolleybal gesloopt, en volgde een sabbatical.
Haar broer Fabian is eveneens volleyballer en speelt ook in het Nederlands volleybalteam.

## Clubhistorie
| Club                   | Land      | Periode   |
| ---------------------- | --------- | --------- |
| Alterno                | Nederland | 2012-2014 |
| Volley Bergamo         | Italië    | 2014-2016 |
| Igor Gorgonzola Novara | Italië    | 2016-2019 |
| Victorina Himeji       | Japan     | 2021-2022 |